# U-331 (tàu ngầm Đức)
U-331 là một tàu ngầm tấn công  Lớp Type VII thuộc phân lớp Type VIIC được Hải quân Đức Quốc Xã chế tạo trong Chiến tranh Thế giới thứ hai. Nhập biên chế năm 1941, nó đã thực hiện được tổng cộng mười chuyến tuần tra, với chiến công nổi bật nhất là đánh chìm được thiết giáp hạm HMS Barham 31.100 tấn, đồng thời đánh chìm được một tàu chiến phụ trợ tải trọng 9.135 GRT cùng gây hư hại cho một tàu chiến khác tải trọng 372 tấn. Trong chuyến tuần tra cuối cùng tại Địa Trung Hải, U-331 bị máy bay ném bom de Havilland Mosquito của Không quân Hoàng gia Anh đánh chìm trong biển Kattegat vào ngày 19 tháng 4, 1945.

## Thiết kế và chế tạo

### Thiết kế

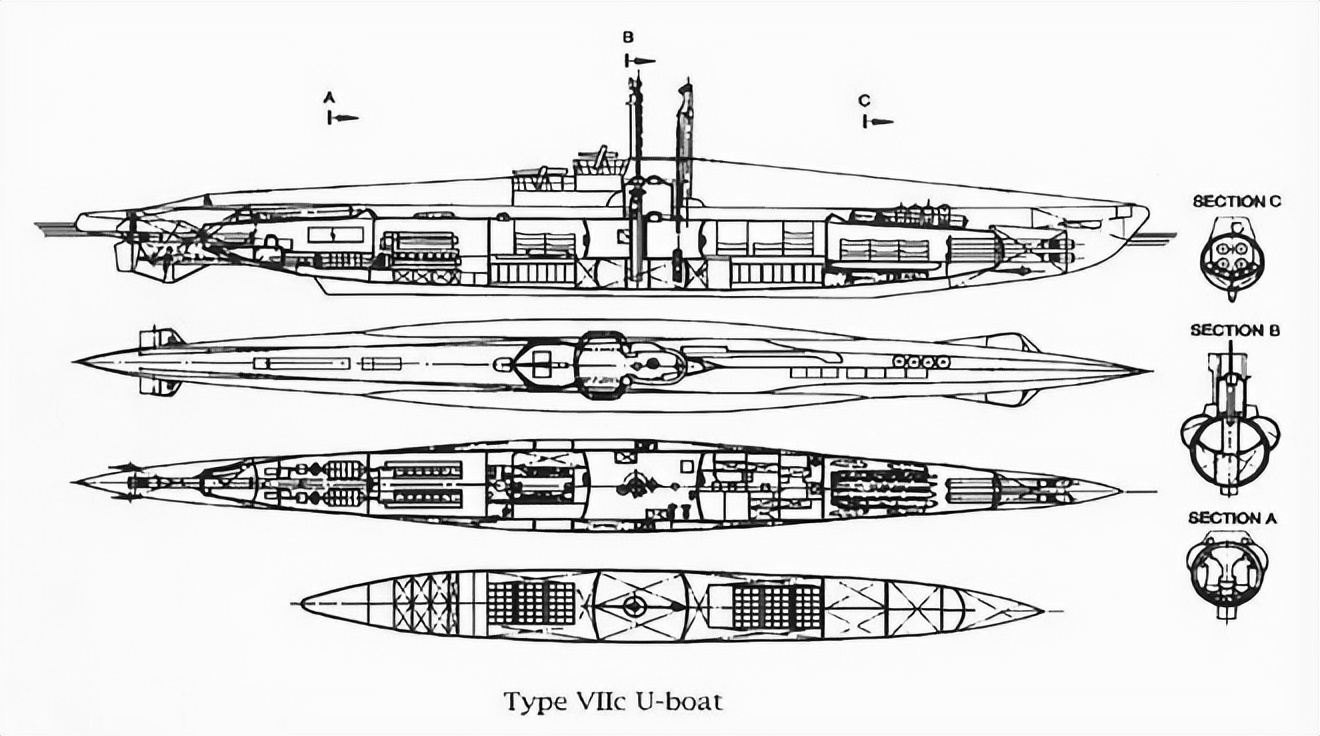
Sơ đồ các mặt cắt một tàu ngầm Type VIIC

Phân lớp VIIC của Tàu ngầm Type VII là một phiên bản VIIB được kéo dài thêm. Chúng có trọng lượng choán nước 769 t (757 tấn Anh) khi nổi và 871 t (857 tấn Anh) khi lặn). Con tàu có chiều dài chung 67,10 m (220 ft 2 in), lớp vỏ trong chịu áp lực dài 50,50 m (165 ft 8 in), mạn tàu rộng 6,20 m (20 ft 4 in), chiều cao 9,60 m (31 ft 6 in) và mớn nước 4,74 m (15 ft 7 in).
Chúng trang bị hai động cơ diesel Germaniawerft F46 siêu tăng áp 6-xy lanh 4 thì, tổng công suất 2.800–3.200 PS (2.100–2.400 kW; 2.800–3.200 bhp), dẫn động hai trục chân vịt đường kính 1,23 m (4,0 ft), cho phép đạt tốc độ tối đa 17,7 kn (32,8 km/h), và tầm hoạt động tối đa 8.500 nmi (15.700 km) khi đi tốc độ đường trường 10 kn (19 km/h). Khi đi ngầm dưới nước, chúng sử dụng hai động cơ/máy phát điện Garbe, Lahmeyer & Co. RP 137/c  tổng công suất 750 PS (550 kW; 740 shp). Tốc độ tối đa khi lặn là 7,6 kn (14,1 km/h), và tầm hoạt động 80 nmi (150 km) ở tốc độ 4 kn (7,4 km/h). Con tàu có khả năng lặn sâu đến 230 m (750 ft).
Vũ khí trang bị có năm ống phóng ngư lôi 53,3 cm (21 in), bao gồm bốn ống trước mũi và một ống phía đuôi, và mang theo tổng cộng 14 quả ngư lôi, hoặc tối đa 22 quả thủy lôi TMA, hoặc 33 quả TMB. Tàu ngầm Type VIIC bố trí một hải pháo 8,8 cm SK C/35 cùng một pháo phòng không 2 cm (0,79 in) trên boong tàu. Thủy thủ đoàn bao gồm 4 sĩ quan và 40-56 thủy thủ.

### Chế tạo
U-331 được đặt hàng vào ngày 23 tháng 9, 1939, và được đặt lườn tại xưởng tàu của hãng Nordseewerke ở Emden vào ngày 26 tháng 1, 1940. Nó được hạ thủy vào ngày 20 tháng 12, 1940, và nhập biên chế cùng Hải quân Đức Quốc Xã vào ngày 31 tháng 3, 1941 dưới quyền chỉ huy của Hạm trưởng, Trung úy Hải quân Hans-Diedrich Freiherr von Tiesenhausen.

## Lịch sử hoạt động

### 1941

#### Chuyến tuần tra thứ nhất
U-331 khởi hành từ cảng Kiel vào ngày 2 tháng 7, 1941 cho chuyến tuần tra đầu tiên trong chiến tranh. Nó tiến ra Bắc Hải, rồi băng qua khe GIUK giữa quần đảo Faroe và Iceland để hoạt động trong vùng biển Bắc Đại Tây Dương về phía Tây Ireland (Khu vực Tiếp cận phía Tây), và cho đến tận lối ra vào phía Tây của eo biển Gibraltar. Nó kết thúc chuyến tuần tra và đi đến cảng Lorient bên bờ biển Đại Tây Dương của Pháp đã bị Đức chiếm đóng, đến nơi vào ngày 19 tháng 8.

#### Chuyến tuần tra thứ hai
U-331 xuất phát từ cảng Lorient vào ngày 24 tháng 9 cho chuyến tuần tra thứ hai với nhiệm vụ chuyển sang hoạt động trong khu vực Địa Trung Hải. Sau khi thành công trong việc băng qua eo biển Gibraltar được đối phương canh phòng nghiêm ngặt vào ngày 29 tháng 9, nó đi sang vùng biển Đông Địa Trung Hải. Tại đây nó đụng độ với ba tàu LST của Anh ngoài khơi Sidi Barrani, Ai Cập vào ngày 10 tháng 10. Sau khi phóng ngư lôi không trúng đích, chiếc U-boat dùng hải pháo gây hư hại cho chiếc HMS TLC-18 (A 18), nhưng bản thân nó cũng trúng đạn pháo Bofors 40 mm, bị hư hại tháp chỉ huy và khiến hai thủy thủ bị thương (một người tử thương sau đó).  U-331 đi đến đảo Salamis, Hy Lạp vào ngày hôm sau 11 tháng 10.

#### Chuyến tuần tra thứ ba

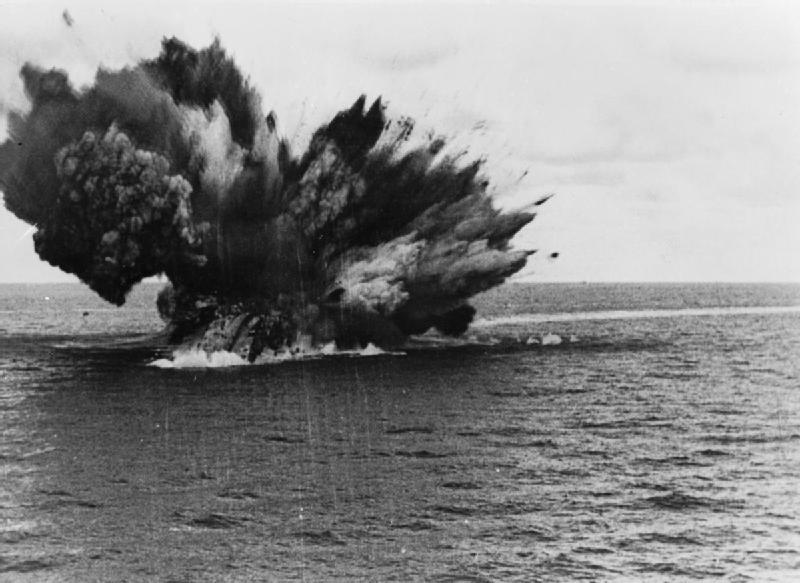
HMS Barham bị nổ tung hầm đạn, ngày 25 tháng 11 năm 1941

Xuất phát từ Salamis vào ngày 12 tháng 11 cho chuyến tuần tra thứ ba, U-331 quay trở lại hoạt động ngoài khơi bờ biển Ai Cập. Nó cho đổ bộ bảy thành viên Brandenburger (lực lượng đặc biệt Lục quân Đức) lên bờ biển Ai Cập vào ngày 17 tháng 11, với nhiệm vụ phá hoại một tuyến đường sắt gần bờ biển, nhưng kế hoạch bị thất bại.
Đến ngày 25 tháng 11, ở vị trí về phía Bắc Sidi Barrani, U-331 phóng ba quả ngư lôi tấn công thiết giáp hạm Anh HMS Barham (31.100 tấn), vốn đang di chuyển từ Alexandria cùng Lực lượng A để tấn công một đoàn tàu vận tải Ý đổ bộ lên Libya. Khi Barham trúng ngư lôi và nghiêng qua mạn trái, hầm đạn của nó kích nổ khiến con tàu đắm nhanh chóng tại tọa độ 32°34′B 26°24′Đ / 32,567°B 26,4°Đ, và làm cho 862 người trong tổng số 1.311 thành viên thủy thủ đoàn tử trận. U-331 quay trở về Salamis vào ngày 3 tháng 12, nơi Trung úy Freiherr Hans-Diedrich von Tiesenhausen, hạm trưởng của chiếc U-boat, sau đó được thăng hàm Đại úy Hải quân và được tặng thưởng Huân chương Chữ thập Sắt Hiệp sĩ.

### 1942

#### Chuyến tuần tra thứ tư và thứ năm
Chuyến tuần tra thứ tư của U-331 bắt đầu từ Salamis vào ngày 14 tháng 1, 1942. Nó đã hoạt động ngoài khơi bờ biển Libya và Ai Cập, nhưng không đánh chìm được mục tiêu nào, và khi kết thúc chuyến tuần tra đã đi đến cảng La Spezia, Ý, đến nơi vào ngày 28 tháng 2.
Chiếc U-boat rời La Spezia vào ngày 4 tháng 4 cho chuyến tuần tra tiếp theo, và đã hoạt động tại khu vực Đông Địa Trung Hải ngoài khơi Liban và Palestine, nhưng vẫn không đánh chìm được mục tiêu nào. Nó kết thúc chuyến tuần tra tại đảo Salamis vào ngày 19 tháng 4.

#### Chuyến tuần tra thứ sáu và thứ bảy
Xuất phát từ Salamis cho chuyến tuần tra thứ sáu vào ngày 9 tháng 5, U-331 hoạt động ngoài khơi bờ biển Libya và Ai Cập cho đến ngày 21 tháng 5, khi nó đi đến Messina, Sicilia.
Con tàu lại lên đường bốn ngày sau đó cho chuyến tuần tra tiếp theo, để hoạt động tại khu vực Đông Địa Trung Hải, rồi đi đến La Speziavào ngày 15 tháng 6. Nơi đây trở thành căn cứ hoạt động chính của chiếc tàu ngầm cho đến khi nó bị mât.

#### Chuyến tuần tra thứ tám và thứ chín
Trong chuyến tuần tra ngắn thứ tám diễn ra từ ngày 5 đến 10 tháng 8, con tàu hoạt động tại vùng biển Bắc Phi ngoài khơi Algiers.
Sau đó trong chuyến tuần tra tiếp theo từ ngày 12 tháng 8 đến ngày 19 tháng 9, nó tiếp tục hoạt động ngoài khơi Algérie và Tunisia. Cả hai chuyến vẫn không đem lại kết quả.

#### Chuyến tuần tra thứ mười - Bị mất
U-331 khởi hành từ cảng La Spezia vào ngày 7 tháng 11 cho chuyến tuần tra thứ mười, cũng là chuyến cuối cùng, để tấn công tàu bè Đồng Minh đang tham gia Chiến dịch Torch ngoài khơi Algeria. Vào ngày 9 tháng 11, nó phát hiện tàu chở quân USS Leedstown (AP-73) 9.135 GRT của Hải quân Hoa Kỳ ngoài khơi Algiers. Leedstown đã cho đổ bộ binh lính vận chuyển lên bờ vào đêm 7-8 tháng 11 trước khi trúng ngư lôi ném từ một máy bay ném bom-ngư lôi Ju 88 vào ngày hôm sau, khiến bánh lái bị phá hủy và ngập nước phía đuôi tàu. U-331 phóng bốn quả ngư lôi tấn công, trúng đích hai quả, khiến Leedstown ngập nước phía mũi và nghiêng qua mạn phải, rồi đắm hai giờ sau đó. Đến ngày 13 tháng 11, chiếc tàu ngầm bị một tàu hộ tống của một đoàn tàu vận tải tấn công nên phải lặn xuống để ẩn nấp, và bị hư hại nhẹ do va chạm đáy biển.
Vào ngày 17 tháng 11, U-331 bị ba máy bay ném bom Lockheed Hudson thuộc Liên đội 500 Không quân Hoàng gia Anh thả mìn sâu và bắn súng máy tấn công. Chiếc tàu ngầm bị hư hại đáng kể, và cửa nắp phía trước bị kẹt nên không thể lặn, nên ra dấu hiệu cho các máy bay Hudson ý định đầu hàng. Tàu khu trục hộ tống HMS Wilton được phái đến để chiếm tàu ngầm đối phương, tuy nhiên trước khi Wilton kịp đến nơi, U-331 lại bị ba máy bay ném bom-ngư lôi Fairey Albacore thuộc Liên đội 820 Không lực Hải quân được hai máy bay tiêm kích Grumman Martlet thuộc Liên đội 893 hộ tống, xuất phát từ tàu sân bay HMS Formidable tấn công. Không nhận thấy dấu hiệu đầu hàng của U-331, những chiếc Martlet đã bắn phá bằng hỏa lực súng máy, và một quả ngư lôi thả từ một chiếc Albacore đã đánh trúng chiếc tàu ngầm đã đầu hàng. U-331 đắm ở vị trí về phía Tây Bắc Algiers, tại tọa độ 37°05′B 02°27′Đ / 37,083°B 2,45°Đ. Trong tổng số 49 thành viên thủy thủ đoàn của U-331, 32 người đã tử trận, và 17 người sống sót bao gồm Đại úy von Tiesenhausen hạm trưởng bị bắt làm tù binh chiến tranh.

### "Bầy sói" tham gia
U-331 từng tham gia bầy sói:
- Goeben (24 – 30 tháng 9, 1941)

### Tóm tắt chiến công
U-331 đã đánh chìm được một tàu chiến tải trọng 31.100 tấn và một tàu chiến phụ trợ tải trọng 9.135 GRT, đồng thời gây hư hại cho một tàu chiến khác tải trọng 372 tấn:
| Ngày              | Tên tàu       | Quốc tịch              | Tải trọng | Số phận      |
| ----------------- | ------------- | ---------------------- | --------- | ------------ |
| 10 tháng 10, 1941 | HMS TLC-18    | Hải quân Hoàng gia Anh | 372       | Bị hư hại    |
| 25 tháng 11, 1941 | HMS Barham    | Hải quân Hoàng gia Anh | 31.100    | Bị đánh chìm |
| 9 tháng 11, 1942  | USS Leedstown | Hải quân Hoa Kỳ        | 9.135     | Bị đánh chìm |